# Carl Anton Bretschneider
Pour les articles homonymes, voir Bretschneider.
Carl Anton Bretschneider (27 mai 1808 – 6 novembre 1878) est un mathématicien de Gotha. Spécialisé en géométrie, théorie des nombres et histoire de la géométrie, il a également travaillé dans le domaine du logarithme intégral et des tables mathématiques. Il est l'un des premiers mathématiciens à voir utilisé le symbole γ pour désigner la constante d'Euler-Mascheroni. Il est surtout connu pour avoir formulé la formule de Bretschneider.

## Publications
- Carl Anton Bretschneider (1837). "Theoriae logarithmi integralis lineamenta nova". Crelle Journal, vol. 17, p. 257-285 (soumis en 1835)